# Deutsche Meisterschaft im Feldhockey 1941 (Herren)
Die Reichsmeisterschaft im Feldhockey der Herren von 1941 war die fünfte Ausspielung des Wettbewerbes. Ausrichter war der Nationalsozialistische Reichsbund für Leibesübungen.
Meister wurde der Berliner HC, der am 1. Juni in Dantestadion von München vor 3000 Zusehern, anderweitig werden 7000 angeführt, im Finale die Mannschaft des bayerischen Meisters TSG Pasing aus der gleichnamigen Münchener Vorstadt mit 1:0 besiegte. Dies war der erste Deutsche Meistertitel des Berliner HC, der die Nachfolge des Berliner SV 92 antrat.
Am selben Tag und gleichen Ort fand auch das Endspiel der Damen statt, das die Würzburger Kickers gegen den österreichischen, respektive damals „ostmärkischen“ Meisters Wiener AC ebenso mit 1:0 gewann.